# ゼロ・サム (X-ファイルのエピソード)
「ゼロ・サム」（原題:Zero Sum）は『X-ファイル』のシーズン4第21話で、1997年4月27日にFOXが初めて放送した。なお、本エピソードは「ミソロジー」に属するエピソードである。

## スタッフ
- 監督:キム・マナーズ
- 脚本:フランク・スポットニッツ、ハワード・ゴードン

## キャスト

### レギュラー
- デイヴィッド・ドゥカヴニー - フォックス・モルダー特別捜査官
- ミッチ・ピレッジ - ウォルター・スキナーFBI副長官
- ウィリアム・B・デイヴィス - シガレット・スモーキング・マン

### ゲスト
- ローリー・ホールデン - マリタ・コバルービアス
- ドン・S・ウィリアムズ - ファースト・エルダー
- ジョン・ムーア - サード・エルダー
- モリス・パニッシュ - 銀髪の男
- ニコール・ナットラス - ミスティ・ナガタ
- ポール・マクリーン - カウツ特別捜査官
- フレド・キーティング - ロイ・トーマス刑事
- アラン・グレイ - ピーター・ヴァルデスピーノ博士
- アディソン・リッジ - 眼鏡を掛けた少年
- リサ・スチュワート - ジェーン・ブロディ

## ストーリー
バージニア州ビエナにある郵便物集積場のトイレで一服しようとしたジェーン・ブロディという女性がハチの大群に襲撃されて亡くなった。スモーキング・マンと取り引きしたウォルター・スキナー副長官は、彼女の死体を焼却し、事件に関するファイルをモルダーのコンピュータから削除し、警察署に保管されている血液サンプルを別人のものとすり替えた。警察署から出たスキナーは、トーマス刑事にモルダーと間違えられて追いかけられるが、何とか誤解を解いてその場を後にした。
自宅に到着したスキナーの元をモルダーが訪れた。モルダーはビエナでの事件が何者かに隠滅されたこと、トーマス刑事が何者かに殺害されたことをスキナーに伝えてきた。後者の話を耳にしたスキナーは少なからず衝撃を受けた。スキナーはモルダーからスカリーがガンの検査を受けているという話も聞いた。その夜、スキナーはスモーキング・マンと密会し、彼の傍らにトーマス刑事を殺害した銀髪の男の姿がいることに気づく。刑事の殺害を契約違反とみなしたスキナーは、スモーキング・マンとの取引を終わらせようとしたが、スモーキング・マンはそれを許さなかった。その後、スキナーはモルダーから電話で「女性の死体が焼却され、血液サンプルがすり替えられていた」という事実を伝えられる。さらに、モルダーはトーマス刑事殺害事件の犯人がFBI及び警察関係者だと睨み、犯人の銃弾と捜査官の銃弾の照合作業を開始したことも伝える。嫌な予感がしたスキナーは、自分の引き出しの中にあるはずの拳銃がないことに気づき、自分の拳銃がトーマス刑事の殺害に使用されたと確信した。はめられたことに気が付いたスキナーは、スモーキング・マンに電話を掛けたが、彼はスキナーをペテンにかけたことを平然と認め、開き直る。スキナーは自分が何をさせられたのかスモーキング・マンに問いただしたが、彼は一切の回答を拒否した。
真実を探るべく、スキナーは郵便集積場を訪れた。そこで見つけた壁の穴を広げたスキナーは、巨大な蜂の巣と大量のハチの死骸を発見した。スキナーがハチの死骸を昆虫学者のヴァルデスピーノ博士に見せたところ、半年前にもモルダーが同じようなハチの死骸を提出したことが判明する。スキナーはモルダーのX-ファイルから謎のハチに関するファイルを見つけ、そこにはマリタ・コバルービアスの名前があった。一方、モルダーは警察署前でトーマス刑事とスキナーが会話している写真を入手するも、写真の解像度が低く、何者かの特定には至れなかった。スキナーはコバルービアスに電話を掛けたが、「現時点で提供できる情報はない」と一蹴されてしまう。その後、ヴァルデスピーノ博士はハチの大群に襲撃されて落命した。翌日行われた検死により、博士の死因がハチからもたらされた天然痘ウイルスによるものだと判明する。
スキナーはブロディの同僚を訪ねたが、「ある男から何も言うなと口止めされている」と言うばかりであった。その頃、モルダーの解析により、トーマス刑事と話していた男がスキナーだと特定されてしまう。
その頃、スモーキング・マンはシンジケートの会合に参加していた。ハチの騒ぎの原因はシンジケートだったのである。その直後、サウスカロライナ州コロンビアの学校がハチの大群に襲撃され、教師一人が死亡する事件が発生した。当地の病院に急行したスキナーは、そこでコバルービアスに会い、彼女の要請を受け、「ハチは何らかの実験のために遺伝子操作されたもので、天然痘ウイルスの媒介になっている」と彼女に伝える。自宅に戻ったスキナーの前には、モルダーが待ち受けていた。モルダーは事件の黒幕がスキナーであったと信じ込んで怒り狂っていたが、スキナーは何とか自分の無実を証明することができた。
その夜、スキナーはスカリーの治療法を教えようとしないスモーキング・マンに詰め寄るが、スモーキング・マンは自分を殺せばスカリーも死ぬだろうと言ってその場を後にする。スキナーはスモーキング・マンを殺しこそしなかったが、怒りのあまり発砲してしまった。
スキナーが去った後、スモーキング・マンの元に、同じくシンジゲートの協力者だったコバルービアスから電話がかかる。しかし、スモーキング・マンと話すコバルービアスの背後には正体不明の男性がいた。コバルービアスはモルダーの味方なのか敵なのか判然とせぬまま本エピソードは終了する。

## 製作
スカリー役のジリアン・アンダーソンが映画『マイ・フレンド・メモリー』の撮影のために、本エピソードに出演できないという事態が発生した。フランク・スポットニッツはこのハプニングを逆に好機と捉えた。しかし、スカリーが不在になるエピソードが出ると知ったプロデューサーたちは、公平性を考慮して、モルダー役のデヴィッド・ドゥカヴニーに普段のエピソードと同じ仕事量を課さないと決めた。そのため、スポットニッツとゴードンは、モルダーの役割が小さくなるような脚本を執筆することになった。2人はシーズン3から主役となったウォルター・スキナー副長官に焦点を当てたエピソードを1週間程度で書き上げた。ゴードンはシーズン4第19話「凍結」の製作の合間を縫って脚本の執筆を行った。2人はシーズン4第13話「メメント・モリ」のラストで、スキナーがスカリーの癌の治療法と引き替えに、シガレット・スモーキング・マンと何らかの取り引きをしたことを示唆するシーンがあったことに注目した。その取り引きの詳細を描写するのに、本エピソードは絶好の機会だと感じたのである。スポットニッツは2人の取り引きに関して「私たちはスキナーというキャラクターを中立の人間として扱い続ける必要がありました。それが難しかったのです。そのため、私たちはスキナーに『モルダー君、スカリーの命を救いたい気持ちは分かるが、スモーキング・マンと取り引きをするのはあまりにも危険だ。』という台詞を言わせたのです。それからスキナー自身がスモーキング・マンとのファウスト的取り引きに臨むこととなったのです。」と語っている。
脚本家チームは本エピソードこそ、シーズン4第1話「支配者」で使われたハチという要素に再度言及するのに格好の機会であると考えた。前シーズンの「化身」でスキナーの身に起った超常現象を扱ったことを踏まえ、本エピソードでは超常現象を扱わないことにしたのである。撮影では生きたハチが使用されたが、動きが思うようなものにならなかった。そこで、ハチの動きを鮮明にするためのデジタル処理が施されることとなった。この作業には9日が費やされることとなった。ウイルスを運ぶハチというアイデアは翌年の劇場版第1作でも使用された。
なお、スカリー不在のエピソードはシーズン2第7話「トリニティ」に引き続いて、本エピソードが2回目である。

## 評価
1997年4月27日、FOXは本エピソードを初めてアメリカで放映し、1860万人の視聴者を獲得した。
本エピソードは賛否両論となった。『A.V.クラブ』のザック・ハンドルンは本エピソードにA評価を下し、「最高の出来だった。」「モルダーがシガレット・スモーキング・マンと同じような悪役に見えた。」「このエピソードは、スキナー副長官というキャラクターを深く掘り下げている。」と評している。『シネファンタスティック』のポーラ・ヴィタリスは本エピソードに4つ星評価で1つ星半を与え、「物語の進行速度と雰囲気がおかしい。」「ドゥカヴニーとピレッジの演技は良かった、ただ、ピレッジは意図せずしてコミカルな演技をしてしまったように思える。」「スカリー不在の「ゼロ・サム」は大きな穴が開いたエピソードだと感じる。」と述べている。ロバート・シャーマンとラース・パーソンは本エピソードに5つ星評価で4つ星を与え、「ミッチ・ピレッジは前シーズンの「化身」よりもずっと楽しそうに演じているように思える。」「「ゼロ・サム」では田舎町で起きた事件をミソロジーへと接続する試みがなされているが、あまり上手くいっていない。」「スキナーというもう『X-ファイル』のもう一人の主役の視点から、ミソロジーを語るという斬新な試みにこそ、「ゼロ・サム」の素晴らしさがある。」と評している。
キム・マナーズは本エピソードについて「私にとっては本当に良いものでした。ミッチ・ピレッジと一緒に初めて仕事をする機会を得られたのですから。視聴者の皆さんもお分かりのように、ゴードンとスポットニッツは本当に素晴らしい脚本を書き上げました。そして、ミッチは実に良い仕事をしてくれました。デイヴィスも見事な演技を披露してくれました。」と回想している。